# جسم بار

جسم بار با بزرگ‌نمایی ۱۰۰۰ برابر، در هسته سلول‌های بافت پوششی دهان انسان پس از رنگ‌آمیزی کرزیل بنفش

جسم بار (به انگلیسی: Barr body) (به نام کاشف آن موری بار) یک کروموزوم ایکس غیرفعال‌شده در سلول‌های حاوی بیش از یک کروموزوم ایکس است که در فرآیندی به نام لیونیزاسیون، در گونه‌هایی با سیستم روش گزینش جنسی xy غیرفعال می‌شود (از جمله انسان). فرضیه لیون بیان می‌کند که در سلول‌های دارای چندین کروموزوم X، همگی این کروموزوم‌ها به‌جز یکی از آن‌ها در طی تکوین رویانی پستانداران غیرفعال می‌شوند. این اتفاق در اوایل رشد جنین به‌طور تصادفی در پستانداران به استثنای کیسه‌داران و برخی از بافت‌های خارج‌جنینی، رخ می‌دهد.
کروموزوم ایکس غیرفعال‌شده را می‌توان زیر میکروسکوپ، پس از رنگ‌آمیزی مناسب و طی تقسیم میتوز سلول‌ها در مجاورت غشای هستهٔ سلول‌ها مشاهده کرد.
فعال‌سازی مجدد جسم بار نیز امکان‌پذیر است. این اتفاق، در بیماران مبتلا به سرطان پستان دیده شده‌است. یک مطالعه نشان داد که فراوانی اجسام بار، در سرطان پستان به‌طور قابل توجهی کمتر از افراد سالم است. این موضوع، نشان‌گر فعال‌سازی مجدد کروموزوم‌های ایکسی است که زمانی غیرفعال شده بودند.